# 지천역
지천역(Jicheon station, 枝川驛)은 경상북도 칠곡군 지천면 용산리에 있는 경부선의 철도역이다.
2004년 7월에 여객 취급이 중지되어 모든 여객열차들이 무정차 통과한다. 다만 경부고속선과 경부선의 연결선로 중 하나인 대구북연결선과 분기하는 철도역이기 때문에, KTX 등 여객열차 및 화물열차의 운전취급상 중요한 역인지라 오늘날에도 보통역으로 남아 있다. 현재는 역사가 나무판자로 봉쇄되어 역사 안이 아예 보이지 않는다.

## 연혁
- 1921년 1월 1일 : 배치간이역으로 영업 개시
- 1936년 1월 16일 : 역사 준공과 동시에 보통역으로 승격
- 1941년 7월 30일 : 역사 신축 준공 이전
- 1990년 2월 1일 : 배치(운전취급)간이역으로 격하(관리역:신동역)[2]
- 2001년 9월 6일 : 현 역사 개보수 공사
- 2004년 7월 15일 : 여객 취급 중지[3]
- 2010년 1월 2일 : 신동화물선 개통